# Mercedes Pérez Lafuente
Mereces Pérez Lafuente (Brea de Aragón, 1964) es una médica e investigadora española especialista en radiología intervencionista.Desde 2021 está al frente de la Unidad de Radiología Vascular Intervencionista del Hospital Universitario Valle de Hebrón de Barcelona. En 2022 fue premiada por la Sociedad Española de Radiología Médica (SERAM) por ser «referente intervencionista a nivel nacional e internacional y pionera en el tratamiento percutáneo de múltiples patologías» y por  el «desarrollo de procedimientos intervencionistas en pacientes pediátricos complejos».

## Trayectoria
Licenciada en medicina y cirugía general por la Facultad de Medicina de la Universidad de Zaragoza (1982-1988) realizó su formación como especialista en radiodiagnóstico en el Servicio de Radiodiagnóstico del Hospital Universitario Valle de Hebrón de Barcelona (1991-1994) donde desde 1995 ha desarrollado su carrera profesional en la Unidad de Radiología Vascular Intervencionista. En 2021 asumió la dirección del área. Ha participado en el desarrollo de protocolos de actuación en las salas de Radiología Vascular e Intervencionista, entre ellos el protocolo desarrollado para enfrentar el brote de coronavirus Covid-19.  También ha formado parte del comité científico de varios congresos, entre ellos del Comité Científico del 35 Congreso Nacional de Radiología.Es docente en la Universidad Autónoma de Barcelona y profesora del Máster Propio en Intervencionismo Vascular y no Vascular Guiado por Imagen de GITMI de la Universidad de Zaragoza.  

### Radiología intervencionista pediátrica
En 2022 Mercedes Pérez Lafuente fue reconocida con el premio a la profesión de la Sociedad Española de Radiología Médica (SERAM) por sus capacidades técnicas que han sido clave para el desarrollo de la radiografía vascular intervencionista en España y por ser pionera en el tratamiento percutáneo de múltiples patologías y especialmente en procedimientos intervencionistas en pacientes pediátricos complejos.La radiología intervencionista pediátrica, es una técnica que ofrece la posibilidad de enfrentar numerosas patologías con tratamiento  que puede ser ambulatorio, disminuyendo el número de anestesias generales en pediatría y otras complicaciones que implica la cirugía abierta. «Las técnicas percutáneas que son utilizadas en adultos, también son aplicables en pediatría, (...) comportan una menor morbilidad que la cirugía abierta, menor tiempo de ingreso y una más rápida recuperación» señala Pérez Lafuente. 

## Premios y reconocimientos
- 2022 premio a la profesión de la Sociedad Española de Radiología Médica (SERAM)[9]
- 2023 premio a la mejor comunicación libre oral del Congreso Nacional de la Sociedad Española de Radiología Vascular e Intervencionista.[1]

## Publicaciones
Selección:

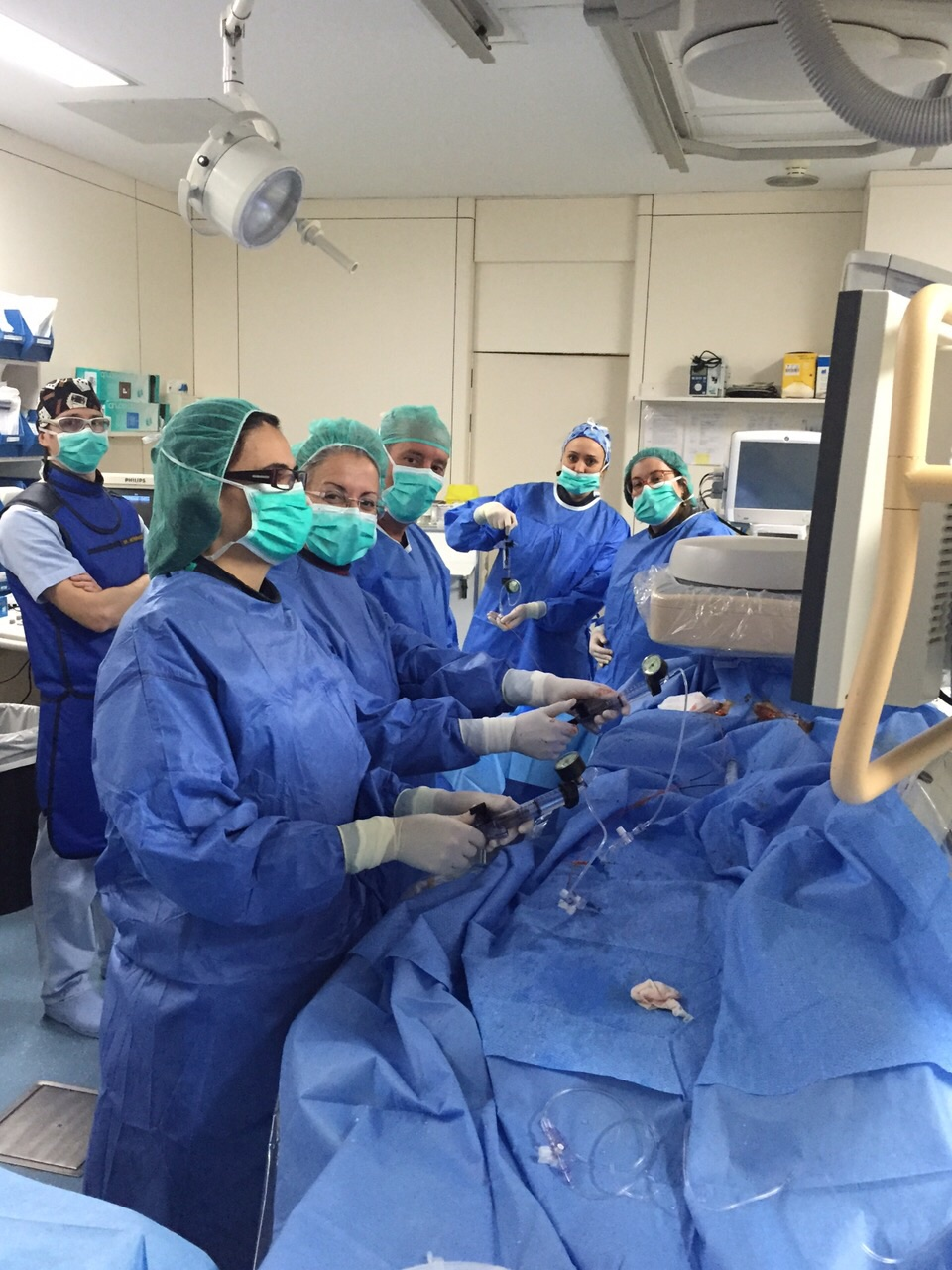
Mercedes Pérez Lafuente y su equipo en el Hospital Universitario Valle de Hebrón Barcelona

- Radiología vascular intervencionista: un arma para el tratamiento del niño politraumatizado. Experiencia en un centro de Trauma Pediátrico [Vascular interventional radiology: a fundamental procedure for the management of paediatric trauma]. Cir Pediatr. 2016 Jan 25;29(1):25-30. Spanish. PMID: 27911067. Bordón Cabrera E, Laín A, Gander R, Pérez Lafuente M, Díez Miranda I, Fontecha CG, Seidler L, Delgado I, Cañadas Palazón S, Lloret J.[11]
- Capsule endoscopy versus computed tomographic or standard angiography for the diagnosis of obscure gastrointestinal bleeding. Saperas, Esteve M.D.; Dot, Joan M.D.; Videla, Sebastian M.D.; Alvarez-Castells, Agustí M.D.; Perez-Lafuente, Mercedes M.D.; Armengol, Jose Ramón M.D.; Malagelada, Juan-R. M.D. American Journal of Gastroenterology 102(4):p 731-737, April 2007.
- Aortic Stenosis: Spectrum of Diseases Depicted at Multisection CT.  Carmen Sebastià, Sergi Quiroga, Rosa Boyé, Mercedes Perez-Lafuente, Eva Castellà, Agustí Alvarez-Castells. RadioGraphics. Vol 23[12]
- Congenital Extrahepatic Portosystemic Shunts (Abernethy Malformation): An International Observational Study.  Baiges A, Turon F, Simón-Talero M, Tasayco S, Bueno J, Zekrini K, Plessier A, Franchi-Abella S, Guerin F, Mukund A, Eapen CE, Goel A, Shyamkumar NK, Coenen S, De Gottardi A, Majumdar A, Onali S, Shukla A, Carrilho FJ, Nacif L, Primignani M,Tosetti G, La Mura V, Nevens F, Witters P, Tripathi D, Tellez L, Martínez J, Álvarez-Navascués C, Fraile López ML, Procopet B, Piscaglia F, de Koning B, Llop E, Romero-Cristobal M, Tjwa E, Monescillo-Francia A, Senzolo M, Perez-LaFuente M, Segarra A, Sarin SK, Hernández-Gea V, Patch D, Laleman W, Hartog H, Valla D, Genescà J, García-Pagán JC; REHEVASC, VALDIG an EASL consortium, Abernethy group. Hepatology. 2020 Feb;71(2):658-669. doi: 10.1002/hep.30817. Epub 2019 Aug 19. PMID: 31211875 Free article.
- Experience and results after the implementation of a radiology day unit in a reference hospital. Roson N, Antolin A, Mast R, Sanchéz-Tirado C, Griñón J, Andreu J, Perez Lafuente M, Tomasello A, Escobar M. Insights Imaging. 2022 Jun 29;13(1):109. doi: 10.1186/s13244-022-01251-2. PMID: 35767122 Free PMC article.
- Abernethy Malformation: An Unusual Extrathoracic Cause of Chronic Hypoxemia in Pediatrics. Figueras-Coll M, Sabaté-Rotés A, Iglesias-Serrano I, Peñas-Aguilera A, Pérez-Lafuente M. Arch Bronconeumol. 2021 Dec;57(12):782-784. doi:10.1016/j.arbr.2021.02.005. Epub 2021 Dec 1. PMID: 35698994
- Abernethy Malformation: An Unusual Extrathoracic Cause of Chronic Hypoxemia in Pediatrics. Figueras-Coll M, Sabaté-Rotés A, Iglesias-Serrano I, Peñas-Aguilera A, Pérez-Lafuente M. Arch Bronconeumol (Engl Ed). 2021 Feb 13:S0300-2896(21)00062-4. doi: 10.1016/j.arbres.2021.02.005. Online ahead of print. PMID: 33714659 English, Spanish.
- COVID-19 Outbreak: Infection Control and Management Protocol for Vascular and Interventional Radiology Departments-Consensus Document. De Gregorio MA, Guirola JA, Magallanes M, Palmero J, Pulido JM, Blazquez J, Cobos J, Abadal JM, Mendez S, Perez-Lafuente M, Piquero Micheto MC, Gregorio A, Lonjedo E, Moreno T, Pulpeiro JR, Sampere J, Esteban E, Muñoz JJ, Bosch J, Alvarez-Arranz E, Gonzalez J, Gelabert A, Urbano J; COVID -19-IRSpain. Cardiovasc Intervent Radiol. 2020 Aug;43(8):1208-1215. doi: 10.1007/s00270-020-02493-7. Epub 2020 May20. PMID: 32435829 Free PMC article.
- Complex Chronic Portal Vein Recanalization Using an Electrified Guidewire as anAlternative to a Radiofrequency Guidewire. Dyer-Hartnett SC, Barnés-Navarro D, Gonzalez-Junyent C, Camacho-Oviedo JA, Diez-Miranda I, Pérez-Lafuente M. Car diovasc Intervent Radiol. 2024 Mar;47(3):386-388. doi: 10.1007/s00270-023-03612-w. Epub 2023 Nov 21. PMID: 37989787
- Active bleeding after kidney biopsy: Successful ultrasound-guided direct thrombin embolization into the cortical fistula. Escudero-Fernandez JM, Bolufer Cardona M, Perez Lafuente M, Montealegre C, Uriarte I, Serres-Créixams X. J Clin Ultrasound. 2021 May;49(4):390-394  . doi: 10.1002/jcu.22939. Epub 2020 Oct 24. PMID: 33098132
- Percutaneous or Endoscopic Treatment of Peripheral Bile Duct Leaks: InitialExperience with an Innovative Approach of Microcatheter-Delivered Argon Plasma Coagulation. Pérez Lafuente M, Camacho Oviedo JA, Díez Miranda I, Tomasello A, Dot Bach J, Armengol Bertroli J, Gramegna LL, Molino Gahete JA, Bueno Recio FJ, Armengol Miró JR. Cardiovasc Intervent Radiol. 2022 Mar;45(3):365-370. doi: 10.1007/s00270-021-03016-8. Epub 2022 Jan 17. PMID: 35037087
- Absorbable stents for treatment of benign biliary strictures: long-term follow-up in the prospective Spanish registry. De Gregorio MA, Criado E, Guirola JA, Alvarez-Arranz E, Pérez-Lafuente M, Barrufet M, Ferrer-Puchol MD, Lopez-Minguez S, Urbano J, Lanciego C, Aguinaga A, Capel A, Ponce-Dorrego MD, Gregorio A; Spanish group BiELLA (SERVEI). Eur Radiol. 2020 Aug;30(8):4486-4495. doi: 10.1007/s00330-020-06797-7. Epub 2020 Mar 27. PMID: 32221684
- Less is more: The use of single biodegradable stenting to treat biliary anastomotic strictures in pediatric liver transplantation. Quintero Bernabeu J, Juamperez Goñi J, Mercadal Hally M, Padrós Fornieles C, Larrarte King M, Molino Gahete JA, Coma Muñoz A, Diez Miranda I, Pérez Lafuente M, Charco Torra R, Hidalgo Llompart E. Liver Transpl. 2024 Nov 22. doi: 10.1097/LVT.0000000000000504. PMID: 39347687